# Lena Bäckelin
Lena Gunilla Bäckelin, född 26 mars 1964 i Vantörs församling i Stockholm, är en svensk politiker (socialdemokrat). Hon var riksdagsledamot 2022 (tjänstgörande statsrådsersättare) och 2023 (tjänstgörande ersättare), invald för Jämtlands läns valkrets.
Bäckelin kandiderade i riksdagsvalet 2022 och blev ersättare. Hon var tjänstgörande statsrådsersättare för Anna-Caren Sätherberg under perioden 26 september–18 oktober 2022 och tjänstgörande ersättare för Kalle Olsson 15 januari–24 februari 2023. I riksdagen var Bäckelin ledamot i miljö- och jordbruksutskottet 2022 och extra suppleant i socialförsäkringsutskottet.